# Scotopteryx griseata
Scotopteryx griseata là một loài bướm đêm trong họ Geometridae.